# Psilurus incurvus
Psilurus incurvus là một loài thực vật có hoa trong họ Hòa thảo. Loài này được (Gouan) Schinz & Thell. miêu tả khoa học đầu tiên năm 1913.